# Roberto De Vicenzo
Roberto De Vicenzo (Villa Ballester, 14 de abril de 1923-Ranelagh, 1 de junio de 2017) fue un golfista profesional argentino. Ganó más de 200 torneos profesionales, entre ellos se destacó el Abierto Británico de 1967 y la Copa Canadá por equipos de 1953.

## Biografía

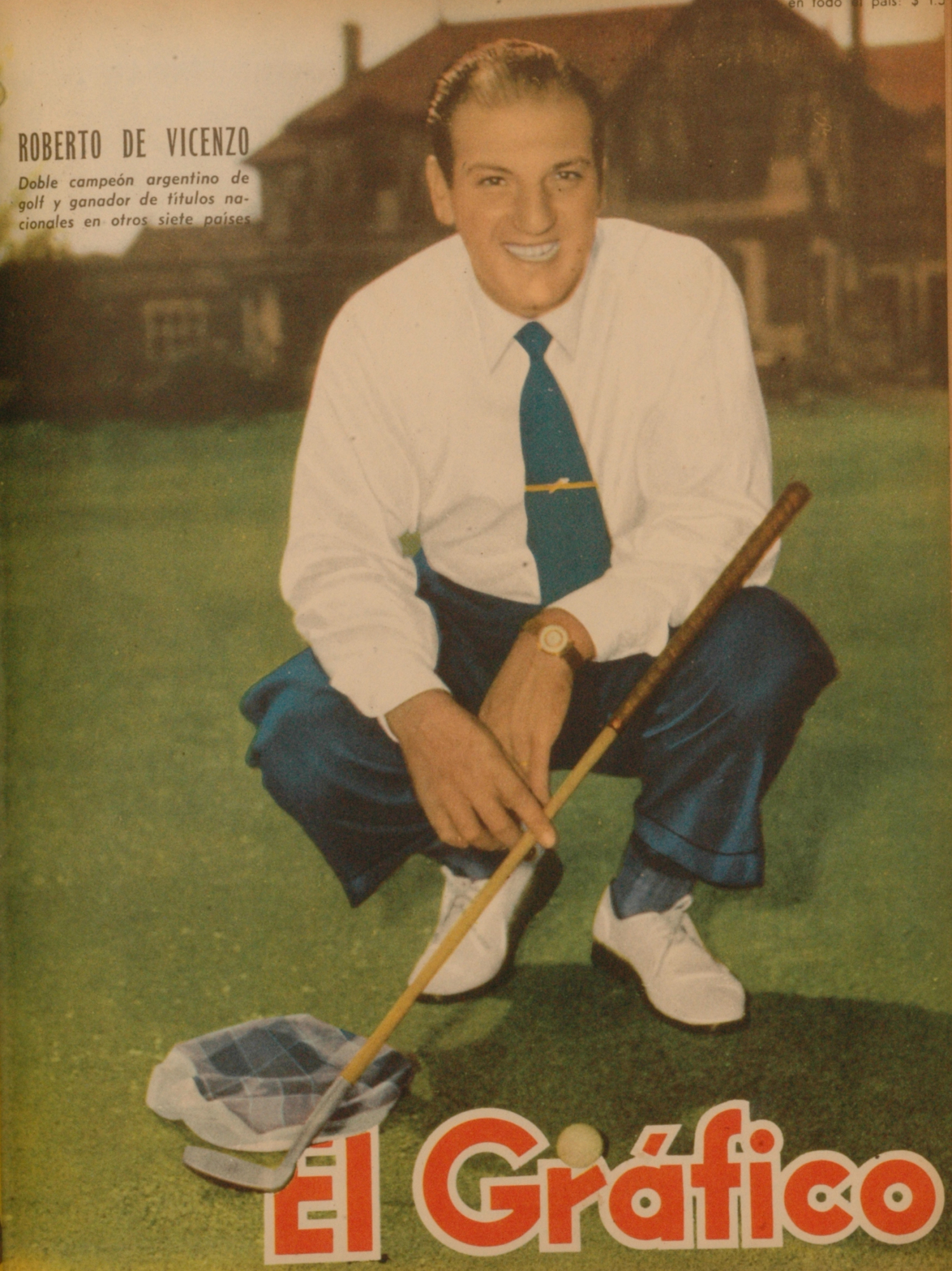
Roberto De Vicenzo en 1952.

De Vicenzo nació en las cercanías de la actual Estación Chilavert, en Villa Ballester, al norte del Gran Buenos Aires. Durante su infancia y adolescencia vivió en el barrio porteño de Villa Pueyrredón, en una casa sobre la calle Cuenca cerca de la estación ferroviaria Miguelete, en el límite con el partido de General San Martín. A los 9 años, se inició como caddie en un club de la zona y en 1933 jugó su primer torneo de golf. 
Desde que ingresó al Ranelagh Golf Club residió en Berazategui.
Considerado uno de los deportistas más destacados de su país a través de todos los tiempos, es quizás el arquetipo de los golfistas de los años 50, ya que ganó una cantidad de 230 torneos del mundo (de acuerdo al Salón de la Fama del Golf Mundial), incluidos cuatro torneos del PGA Tour y el Abierto Británico. En este último, se impuso ante grandes como Jack Nicklaus y Gary Player.
De Vicenzo es muy recordado por un grave error que cometió en el Masters de 1968 y por su actitud honrada cuando se evidenció. Al finalizar el torneo, no revisó su tarjeta llenada por su compañero de línea Tommy Aaron, quien le había anotado cuatro golpes en el hoyo 17, en lugar de los tres para birdie que había hecho. De Vicenzo firmó y presentó la tarjeta con ese golpe de más. Según las reglas del golf, si una tarjeta tiene más golpes que los efectuados, se acepta la puntuación declarada por el golfista. Por eso De Vicenzo, que en el campo había empatado el primer lugar, terminó segundo. Bob Goalby se adjudicó el Abierto. Cuando se enteró del error que había cometido, se limitó a expresar una simple frase que quedó para la historia: "Qué estúpido soy". Nunca culpó a Aaron, quien había llenado su tarjeta, ni al comité, que se limitó a aplicar las reglas.
En el Senior PGA Tour, ganó tres veces, el Liberty Mutual Legends of Golf y el primer U.S. Senior Open en 1980. Venció en el PGA Seniors Championship de 1974 y representó a Argentina 17 veces en la Copa Canadá y la Copa Mundial de Golf, llevó a su país a la victoria en 1953.
Por iniciativa del municipio de Berazategui, en 2006 se inauguró el Museo del Golf. En una antigua casona de 1923 que había pertenecido a la familia de Lucio V. Mansilla, se exhiben trofeos y recuerdos de un deportista que trascendió su condición. De Vicenzo fue reconocido y respetado por su hombría de bien. En 1967 y 1970, le fue otorgado el Premio Olimpia de oro. En 1980, la Fundación Konex le concedió el Premio Konex de Platino como el mejor golfista de la historia argentina. En 1989, fue incluido en el Salón de la Fama del Golf Mundial. En 1999, fue nombrado uno de los cinco más grandes deportistas de la historia argentina junto a Juan Manuel Fangio, Diego Maradona, Carlos Monzón y Guillermo Vilas por el Círculo de Periodistas Deportivos Argentinos. En 2013, fue declarado Ciudadano Ilustre del Partido de General San Martín. En 2020, obtuvo el Konex de Honor cómo personalidad de sobresaliente relieve en el deporte argentino fallecido en la última década.
En su honor, el PGA TOUR Latinoamérica decidió implementar el Premio Roberto De Vicenzo para los golfistas que obtengan la Orden de Mérito en cada temporada.
En 2015, fue homenajeado con una estatua en El Paseo de la Gloria en la Costanera Sur, ciudad de Buenos Aires, donde se homenajea a deportistas argentinos destacados.
Bolskasha, banda de punk rock de Berazategui, lo homenajeó con la canción Mister Robert, escrita por Leonardo Spinosa.
Un barrio de la localidad de Manuel Alberti, provincia de Buenos Aires, lleva su nombre, dividido en De Vicenzo Chico y De Vicenzo Grande.

### Libros sobre su vida
Existen dos libros sobre la vida de De Vicenzo, con nombres similares:
- "Roberto De Vicenzo. Caballero, Deportista, Triunfador", realizado por Luis Melnik, y
- "Roberto De Vicenzo. Caballero, Deportista, Triunfador. Edición Premium", escrito por el periodista Daniel Mancini, que incluye la estadística definitiva de su carrera junto a los detalles de sus vivencias deportivas, más la descripción de los grandes jugadores a los que enfrentó, las referencias de sus comienzos, el camino de su inolvidable triunfo en el Abierto Británico y lo que sucedió en el Masters de Augusta de 1968, donde la obra ha logrado identificar a todos los protagonistas de aquel desenlace histórico.

### Fallecimiento
Roberto de Vicenzo falleció el 1 de junio de 2017, a los 94 años, en Ranelagh, por causas naturales, tras un accidente doméstico del que no logró recuperarse.

## Torneos y premios

### Copa mundial
- 1953 Canadá

### Majors
- 1967 Abierto Británico

### PGA Tour
- 1957 Colonial Invitational, All American Open
- 1966 Dallas Open Invitational
- 1968 Houston Champions International

### Senior PGA Tour
- 1974 Senior PGA Championship
- 1980 US Senior Open
- 1984 Merrill Lynch/Golf Digest Pro-Am

### Premios
- 1967 Premio Olimpia de Oro
- 1970 Bob Jones Award
- 1980 Premio Konex de Platino
- 1989 Salón de la Fama del Golf Mundial
- 1990 Premio Konex - Diploma al Mérito
- 2020 Premio Konex de Honor

### Récord de Campo
Con 62 golpes (10 bajo par), 'Club Campestre de Saltillo' A.C., en Saltillo Coahuila, México.